# Furnish
『Furnish』（ファーニッシュ）は2007年7月7日に発売された久松史奈の10枚目のオリジナル・アルバム。

## 内容
インディーズでの初のフルアルバムはバラードを焦点に当てており、12曲中5曲は大ヒットシングル「天使の休息」を含むリテイクにて収録。

## 批評
CDジャーナルは「こういう企画だからこそ、よりわかりやすく聴き取れる彼女のロック・シンガーとしてのたぐいまれな資質を再認識」と評した。

## 収録曲
特記以外作詞・作曲：久松史奈
★…リテイク曲
1. Nothing more
2. 百ある幻想
3. PRICE OF MY HEART★
4. そっとI THINK SO★
作曲：安田信二
5. MISS YOU
6. Happy Birthday
7. 17のまま★
作曲：藤生ゆかり
8. 天使の休息★
作詞：久松史奈・藤生ゆかり　作曲：藤生ゆかり
9. Soldier
10. Brand New Day★
作曲：TSUKASA
11. Wish
12. I'M HERE

## 参加ミュージシャン
- D.I.E - ピアノ、プログラミング
- 斉藤律 - ギター